# کوکیسوومچور
کوکیسوومچور (انگلیسی: Kukisvumchorr) یک کوه در استان مورمانسک کشور روسیه است.